# Drino deducens
Drino deducens är en tvåvingeart som först beskrevs av Walker 1859.  Drino deducens ingår i släktet Drino och familjen parasitflugor. Inga underarter finns listade i Catalogue of Life.